# Großer Preis von Ungarn 2006
Der Große Preis von Ungarn 2006 (offiziell Formula 1 Magyar Nagydíj 2006) fand am 6. August auf dem Hungaroring in Mogyoród statt und war das 13. Rennen der Formel-1-Weltmeisterschaft 2006.

## Bericht

### Hintergründe
Nach dem Großen Preis von Deutschland führte Fernando Alonso in der Fahrerwertung mit elf Punkten vor Michael Schumacher und mit 50 Punkten vor Felipe Massa. In der Konstrukteurswertung führte Renault mit zehn Punkten vor Ferrari und mit 72 Punkten vor McLaren-Mercedes.
Vor dem Rennwochenende gab es einen Fahrerwechsel: Jacques Villeneuve beendete seine Karriere und wurde bei BMW Sauber durch Robert Kubica ersetzt.
Mit Michael Schumacher (viermal), Kimi Räikkönen, Alonso und Rubens Barrichello (jeweils einmal) traten vier ehemalige Sieger zu diesem Grand Prix an.

### Training
Die letzten sechs Teams der Konstrukteursmeisterschaft 2005 waren berechtigt am Freitag im freien Training ein drittes Auto einzusetzen, selbiges galt für das neue elfte Team Super Aguri. Diese Fahrer fuhren am Freitag, traten aber weder im Qualifying noch im Rennen an. Alexander Wurz (Williams), Anthony Davidson (Honda), Robert Doornbos (Red Bull), Markus Winkelhock (Spyker) und Neel Jani (Toro Rosso) nahmen in dieser Funktion an den Freitagstrainings teil.
Im ersten freien Training fuhr Räikkönen mit 1:21,624 Minuten die schnellste Runde vor Davidson und Michael Schumacher. Alonso bekam eine Ein-Sekunden-Zeitstrafe, da er Doornbos absichtlich ausbremste. Im Anschluss bekam er eine weitere Ein-Sekunden-Zeitstrafe für das Überholen unter gelber Flagge.
Im zweiten freien Training war Felipe Massa dann Schnellster mit 1:21,778 Minuten, gefolgt von Alonso und Giancarlo Fisichella. Jenson Button musste seinen Wagen aufgrund eines Motorschadens abstellen. Unter roter Flagge überholte Michael Schumacher dann Kubica und Alonso und bekam dafür eine Zwei-Sekunden-Zeitstrafe.
Im dritten freien Training platzierte sich Michael Schumacher mit 1:20,795 Minuten ganz vorne. Zweiter wurde Massa, Dritter Kubica.
Die Strafen für Alonso und Michael Schumacher wurden auf ihre jeweiligen Qualifiyingzeiten addiert.

### Qualifying
Das Qualifying bestand aus drei Teilen mit einer Nettolaufzeit von 45 Minuten. Im ersten Qualifying-Segment (Q1) hatten die Fahrer 18 Minuten Zeit, um sich für das Rennen zu qualifizieren. Die besten 16 Fahrer erreichten den nächsten Teil. Massa war Schnellster. Jeweils die beiden Super Aguri und Toro Rosso-Piloten sowie Nico Rosberg und Christijan Albers schieden aus.
Der zweite Abschnitt (Q2) dauerte 15 Minuten. Die schnellsten zehn Piloten qualifizierten sich für den dritten Teil des Qualifyings. Erneut war Massa Schnellster. Die beiden Red Bull-Piloten, Michael Schumacher, Nick Heidfeld, Alonso und Tiago Monteiro schieden aus.
Der letzte Abschnitt (Q3) ging über eine Zeit von zwölf Minuten, in denen die ersten zehn Startpositionen vergeben wurden. Räikkönen fuhr mit einer Rundenzeit von 1:19,599 Minuten die Bestzeit vor Massa und Barrichello. Für Räikkönen war es die zehnte Pole-Position in der Formel-1-Weltmeisterschaft.

### Rennen
Das Rennen war der erste Große Preis von Ungarn seit 20 Jahren, der im Regen ausgetragen wurde. Beim Start behielt Räikkönen die Führung bis zu seinem ersten Boxenstopp in der 17. Runde.
Button sorgte gleich in den ersten Runden für eine sehenswerte Aufholjagd: Er startete aufgrund einer Strafe als 14. und lag in der sechsten Runde bereits auf dem fünften Platz und rückte in der folgenden Runde auf die vierte Position vor, wo er Michael Schumacher überholte. Anschließend begann er auf die beiden McLaren-Mercedes aufzuschließen, bis in Runde 26 das Safety-Car auf die Strecke geschickt wurde. Verursacht wurde dies durch einen Unfall zwischen Räikkönen (Zweiter) und Vitantonio Liuzzi bei einer Überrundung. Als das Rennen wieder freigegeben wurde, lag der Engländer auf dem zweiten Platz, nachdem Räikkönen nach dem Unfall aufgegeben hatte und Pedro de la Rosa unter dem Safety-Car an die Box kam.
In den nächsten zehn Runden nach Beendigung des Safety-Cars machte Button nicht nur den zweiten Boxenstopp, sondern machte dank einer Reihe schneller Runden auch den Rückstand auf den Führenden Alonso wett und übernahm so zusammen mit dem zweiten Stopp des spanischen Fahrers die Führung. Alonso, der eine konservativere Strategie nutzte führte bis zu seinem zweiten Boxenstopp. Beim Verlassen der Boxengasse löste sich jedoch das linke Hinterrad und er musste in Runde 51 aufgeben. Michael Schumacher beschloss beim zweiten Boxenstopp, die Intermediate-Reifen nicht auszutauschen. Nachdem er sich auf der nun trockenen Strecke auf den zweiten Platz vorgekämpft hatte, musste er nun dem Druck des McLaren von de la Rosa standhalten, was ihm aber nur wenige Runden lang gelang. Dann wurde auch er von Heidfeld angegriffen und brach sich beim Versuch, sich ihm zu widersetzen, den Lenkarm an seinem Wagen und musste an die Box zurückkehren, um dann zwei Runden vor Schluss aufzugeben. Er wurde allerdings als Achter gewertet und erhielt noch einen WM-Punkt.

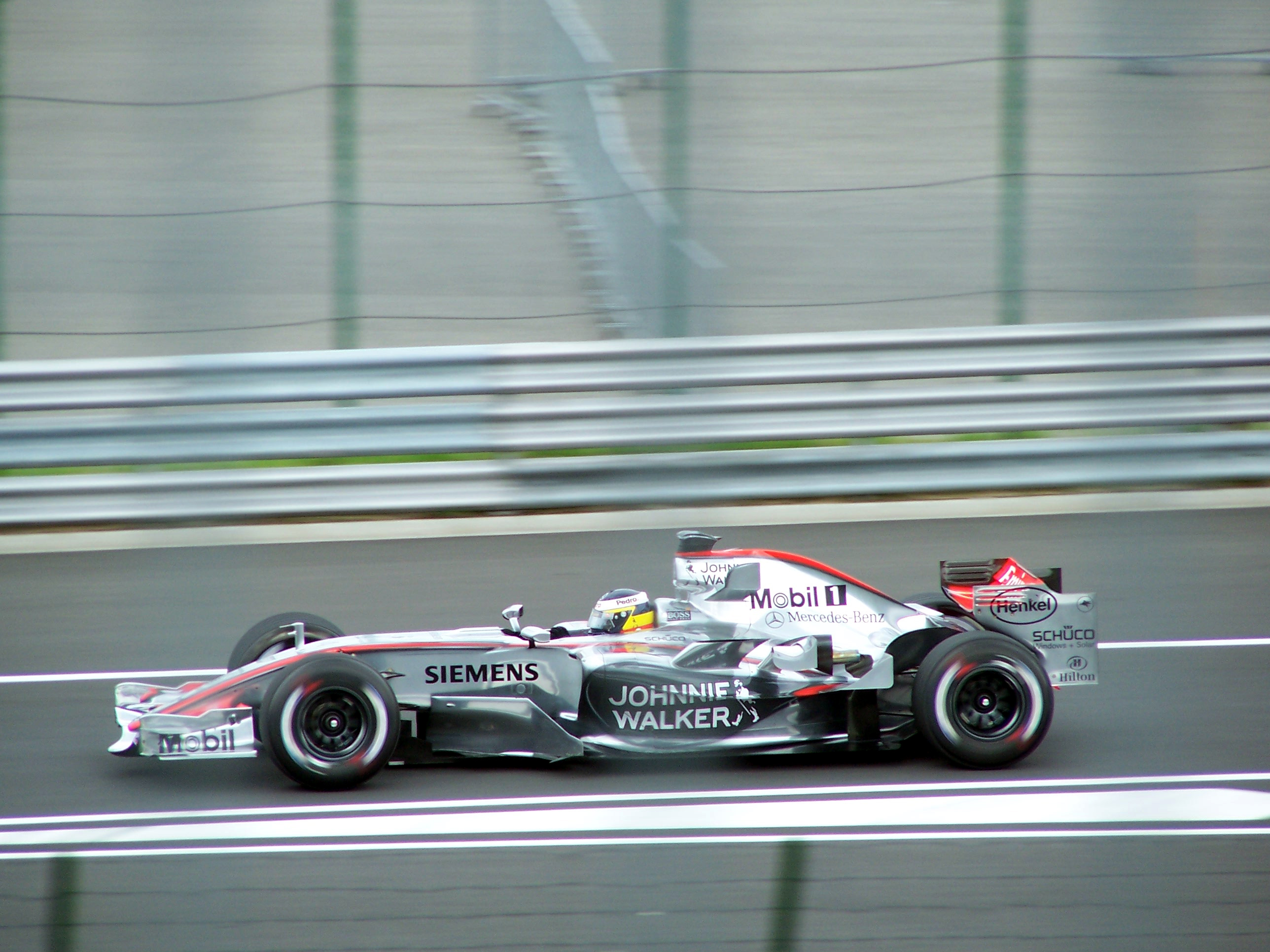
Pedro de la Rosa fuhr erst- und letztmals aufs Podium

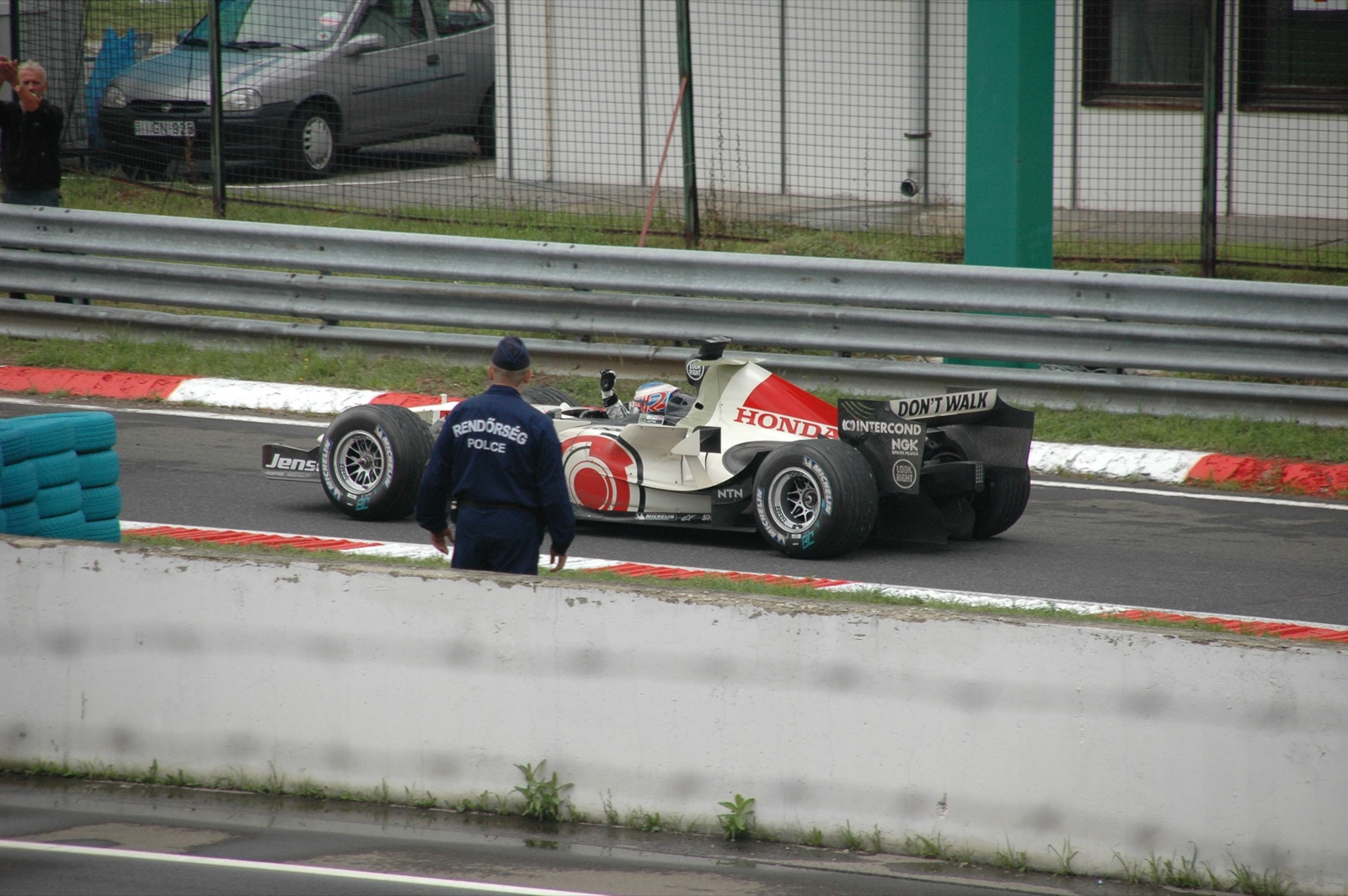
Rennsieger Jenson Button nach dem Rennen auf dem Weg ins Parc fermé

Button gewann schlussendlich seinen ersten Grand-Prix. Das Podium komplettierten de la Rosa und Heidfeld. Die restlichen Punkteplatzierungen belegten Barrichello, David Coulthard, Ralf Schumacher, Massa und Michael Schumacher. Kubica belegte ursprünglich den siebten Platz, er wurde jedoch nach dem Rennen disqualifiziert, da sein Auto am Ende des Rennens aufgrund übermäßigen Reifenverschleißes 2 kg Untergewicht hatte.
Sowohl in der Fahrer- als auch Konstrukteurswertung blieben die ersten drei Positionen unverändert.

## Meldeliste
| Team                              | Nr. | Fahrer               | Chassis          | Motor                | Reifen |
| --------------------------------- | --- | -------------------- | ---------------- | -------------------- | ------ |
| Mild Seven Renault F1 Team        | 01  | Fernando Alonso      | Renault R26      | Renault 2.4 V8       | M      |
| Mild Seven Renault F1 Team        | 02  | Giancarlo Fisichella | Renault R26      | Renault 2.4 V8       | M      |
| Team McLaren Mercedes             | 03  | Kimi Räikkönen       | McLaren MP4-21   | Mercedes-Benz 2.4 V8 | M      |
| Team McLaren Mercedes             | 04  | Pedro de la Rosa     | McLaren MP4-21   | Mercedes-Benz 2.4 V8 | M      |
| Scuderia Ferrari Marlboro         | 05  | Michael Schumacher   | Ferrari 248 F1   | Ferrari 2.4 V8       | B      |
| Scuderia Ferrari Marlboro         | 06  | Felipe Massa         | Ferrari 248 F1   | Ferrari 2.4 V8       | B      |
| Panasonic Toyota Racing           | 07  | Ralf Schumacher      | Toyota TF106B    | Toyota 2.4 V8        | B      |
| Panasonic Toyota Racing           | 08  | Jarno Trulli         | Toyota TF106B    | Toyota 2.4 V8        | B      |
| Williams F1 Team                  | 09  | Mark Webber          | Williams FW28    | Cosworth 2.4 V8      | B      |
| Williams F1 Team                  | 10  | Nico Rosberg         | Williams FW28    | Cosworth 2.4 V8      | B      |
| Williams F1 Team                  | 35  | Alexander Wurz       | Williams FW28    | Cosworth 2.4 V8      | B      |
| Lucky Strike Honda Racing F1 Team | 11  | Rubens Barrichello   | Honda RA106      | Honda 2.4 V8         | M      |
| Lucky Strike Honda Racing F1 Team | 12  | Jenson Button        | Honda RA106      | Honda 2.4 V8         | M      |
| Lucky Strike Honda Racing F1 Team | 36  | Anthony Davidson     | Honda RA106      | Honda 2.4 V8         | M      |
| Red Bull Racing                   | 14  | David Coulthard      | Red Bull RB2     | Ferrari 2.4 V8       | M      |
| Red Bull Racing                   | 15  | Christian Klien      | Red Bull RB2     | Ferrari 2.4 V8       | M      |
| Red Bull Racing                   | 37  | Robert Doornbos      | Red Bull RB2     | Ferrari 2.4 V8       | M      |
| BMW Sauber F1 Team                | 16  | Nick Heidfeld        | BMW Sauber F1.06 | BMW 2.4 V8           | M      |
| BMW Sauber F1 Team                | 17  | Robert Kubica        | BMW Sauber F1.06 | BMW 2.4 V8           | M      |
| Spyker MF1 Team                   | 18  | Tiago Monteiro       | Midland M16      | Toyota 2.4 V8        | B      |
| Spyker MF1 Team                   | 19  | Christijan Albers    | Midland M16      | Toyota 2.4 V8        | B      |
| Spyker MF1 Team                   | 39  | Markus Winkelhock    | Midland M16      | Toyota 2.4 V8        | B      |
| Scuderia Toro Rosso               | 20  | Vitantonio Liuzzi    | Toro Rosso STR1  | Cosworth 3.0 V10     | M      |
| Scuderia Toro Rosso               | 21  | Scott Speed          | Toro Rosso STR1  | Cosworth 3.0 V10     | M      |
| Scuderia Toro Rosso               | 40  | Neel Jani            | Toro Rosso STR1  | Cosworth 3.0 V10     | M      |
| Super Aguri Formula 1             | 22  | Takuma Satō          | Super Aguri SA06 | Honda 2.4 V8         | B      |
| Super Aguri Formula 1             | 23  | Sakon Yamamoto       | Super Aguri SA06 | Honda 2.4 V8         | B      |

Anmerkungen
1. 1 2 3 4 5  Nahm nur an den Freitagstrainings teil

## Klassifikationen

### Qualifying
| Pos.                                                                      | Fahrer               | Konstrukteur     | Q1       | Q2       | Q3       | Start |
| ------------------------------------------------------------------------- | -------------------- | ---------------- | -------- | -------- | -------- | ----- |
| 01                                                                        | Kimi Räikkönen       | McLaren-Mercedes | 1:20,080 | 1:19,704 | 1:19,599 | 01    |
| 02                                                                        | Felipe Massa         | Ferrari          | 1:19,742 | 1:19,504 | 1:19,886 | 02    |
| 03                                                                        | Rubens Barrichello   | Honda            | 1:21,141 | 1:19,783 | 1:20,085 | 03    |
| 04                                                                        | Jenson Button        | Honda            | 1:20,820 | 1:19,943 | 1:20,092 | 14    |
| 05                                                                        | Pedro de la Rosa     | McLaren-Mercedes | 1:21,288 | 1:19,991 | 1:20,117 | 04    |
| 06                                                                        | Mark Webber          | Williams         | 1:21,335 | 1:20,047 | 1:20,266 | 05    |
| 07                                                                        | Ralf Schumacher      | Toyota           | 1:21,112 | 1:20,243 | 1:20,759 | 06    |
| 08                                                                        | Giancarlo Fisichella | Renault          | 1:21,370 | 1:20,154 | 1:20,924 | 07    |
| 09                                                                        | Jarno Trulli         | Toyota           | 1:21,434 | 1:20,231 | 1:21,132 | 08    |
| 10                                                                        | Robert Kubica        | BMW Sauber       | 1:20,891 | 1:20,256 | 1:22,049 | 09    |
| 11                                                                        | Nick Heidfeld        | BMW Sauber       | 1:21,437 | 1:20,623 | –        | 10    |
| 12                                                                        | Michael Schumacher   | Ferrari          | 1:21,440 | 1:20,875 | –        | 11    |
| 13                                                                        | David Coulthard      | Red Bull         | 1:21,163 | 1:20,890 | –        | 12    |
| 14                                                                        | Christian Klien      | Red Bull         | 1:22,027 | 1:21,207 | –        | 13    |
| 15                                                                        | Fernando Alonso      | Renault          | 1:21,792 | 1:21,364 | –        | 15    |
| 16                                                                        | Tiago Monteiro       | MF1 Racing       | 1:22,009 | 1:23,767 | –        | 16    |
| 17                                                                        | Vitantonio Liuzzi    | Toro Rosso       | 1:22,068 | –        | –        | 17    |
| 18                                                                        | Nico Rosberg         | Williams         | 1:22,084 | –        | –        | 18    |
| 19                                                                        | Scott Speed          | Toro Rosso       | 1:22,317 | –        | –        | 20    |
| 20                                                                        | Takuma Satō          | Super Aguri      | 1:22,967 | –        | –        | 19    |
| 21                                                                        | Christijan Albers    | MF1 Racing       | 1:23,146 | –        | –        | 22    |
| 22                                                                        | Sakon Yamamoto       | Super Aguri      | 1:24,016 | –        | –        | 21    |
| 107-Prozent-Zeit: 1:25,324 min (bezogen auf Q1-Bestzeit von 1:19,742 min) |                      |                  |          |          |          |       |

Anmerkungen
1. ↑  Button erhielt aufgrund eines Motorenwechsels eine Startplatzstrafe von zehn Plätzen
2. ↑  Alonso und Michael Schumacher erhielte in jedem Teil des Qualifyings jeweils eine Zwei-Sekunden-Zeitstrafe, welche zu ihren Rundenzeiten addiert wurde. Die hier angezeigten Zeiten beinhalten die Zwei-Sekunden-Strafe.
3. ↑  Alonso und Michael Schumacher erhielte in jedem Teil des Qualifyings jeweils eine Zwei-Sekunden-Zeitstrafe, welche zu ihren Rundenzeiten addiert wurde. Die hier angezeigten Zeiten beinhalten die Zwei-Sekunden-Strafe.
4. ↑  Die Stewards erklärten, dass Speed während des Qualifyings einen anderen Fahrer behindert hatte und bestraften ihn mit der Streichung seiner drei schnellsten Qualifying-Zeiten. Seine Qualifikationszeit betrug 1:23,005 statt 1:22,317, was ihn einen Startplatz zurückwarf
5. ↑  Albers erhielt aufgrund eines Motorenwechsels eine Startplatzstrafe von zehn Plätzen

### Rennen
| Pos. | Fahrer               | Konstrukteur     | Runden | Stopps | Zeit        | Start | Schnellste Runde |
| ---- | -------------------- | ---------------- | ------ | ------ | ----------- | ----- | ---------------- |
| 01   | Jenson Button        | Honda            | 70     | 3      | 1:52:20,941 | 14    | 1:25.143 (57.)   |
| 02   | Pedro de la Rosa     | McLaren-Mercedes | 70     | 3      | + 30,837    | 04    | 1:24.315 (67.)   |
| 03   | Nick Heidfeld        | BMW Sauber       | 70     | 2      | + 43,822    | 10    | 1:25.801 (65.)   |
| 04   | Rubens Barrichello   | Honda            | 70     | 3      | + 45,205    | 03    | 1:24.678 (69.)   |
| 05   | David Coulthard      | Red Bull         | 69     | 2      | + 1 Runde   | 12    | 1:27.572 (65.)   |
| 06   | Ralf Schumacher      | Toyota           | 69     | 2      | + 1 Runde   | 06    | 1:25.247 (65.)   |
| 07   | Felipe Massa         | Ferrari          | 69     | 3      | + 1 Runde   | 02    | 1:23.516 (65.)   |
| 08   | Michael Schumacher   | Ferrari          | 67     | 2      | + 3 Runden  | 11    | 1:27.834 (57.)   |
| 09   | Tiago Monteiro       | MF1 Racing       | 67     | 3      | + 3 Runden  | 16    | 1:28.178 (66.)   |
| 10   | Christijan Albers    | MF1 Racing       | 67     | 2      | + 3 Runden  | 22    | 1:26.117 (67.)   |
| 11   | Scott Speed          | Toro Rosso       | 66     | 2      | + 4 Runden  | 20    | 1:26.249 (66.)   |
| 12   | Jarno Trulli         | Toyota           | 65     | 2      | + 5 Runden  | 08    | 1:25.779 (58.)   |
| 13   | Takuma Satō          | Super Aguri      | 65     | 2      | + 5 Runden  | 19    | 1:30.957 (53.)   |
| –    | Fernando Alonso      | Renault          | 51     | 2      | DNF         | 15    | 1:29.408 (50.)   |
| –    | Kimi Räikkönen       | McLaren-Mercedes | 25     | 1      | DNF         | 01    | 1:33.690 (07.)   |
| –    | Vitantonio Liuzzi    | Toro Rosso       | 25     | 0      | DNF         | 17    | 1:38.858 (08.)   |
| –    | Nico Rosberg         | Williams         | 19     | 0      | DNF         | 18    | 1:38.964 (09.)   |
| –    | Giancarlo Fisichella | Renault          | 18     | 0      | DNF         | 07    | 1:35.550 (09.)   |
| –    | Christian Klien      | Red Bull         | 6      | 0      | DNF         | 13    | 1:38.702 (06.)   |
| –    | Mark Webber          | Williams         | 1      | 0      | DNF         | 05    | –                |
| –    | Sakon Yamamoto       | Super Aguri      | 0      | 0      | DNF         | 21    | –                |
| DSQ  | Robert Kubica        | BMW Sauber       | 69     | 2      | + 1 Runde   | 09    | 1:28.154 (55.)   |

Anmerkungen
1. ↑  Kubica wurde wegen Untergewicht nach dem Rennen disqualifiziert.

## WM-Stände nach dem Rennen
Die ersten acht des Rennens bekamen 10, 8, 6, 5, 4, 3, 2 bzw. 1 Punkt(e).

### Fahrerwertung
| Pos. | Fahrer               | Konstrukteur     | Punkte |
| ---- | -------------------- | ---------------- | ------ |
| 01   | Fernando Alonso      | Renault          | 100    |
| 02   | Michael Schumacher   | Ferrari          | 90     |
| 03   | Felipe Massa         | Ferrari          | 52     |
| 04   | Giancarlo Fisichella | Renault          | 49     |
| 05   | Kimi Räikkönen       | McLaren-Mercedes | 49     |
| 06   | Jenson Button        | Honda            | 31     |
| 07   | Juan Pablo Montoya   | McLaren-Mercedes | 26     |
| 08   | Rubens Barrichello   | Honda            | 21     |
| 09   | Nick Heidfeld        | BMW Sauber       | 19     |
| 10   | Ralf Schumacher      | Toyota           | 16     |
| 11   | David Coulthard      | Red Bull-Ferrari | 14     |
| 12   | Pedro de la Rosa     | McLaren-Mercedes | 10     |
| 13   | Jarno Trulli         | Toyota           | 10     |

| Pos. | Fahrer             | Konstrukteur        | Punkte |
| ---- | ------------------ | ------------------- | ------ |
| 14   | Jacques Villeneuve | BMW Sauber          | 7      |
| 15   | Mark Webber        | Williams-Cosworth   | 6      |
| 16   | Nico Rosberg       | Williams-Cosworth   | 4      |
| 17   | Christian Klien    | Red Bull-Ferrari    | 2      |
| 18   | Vitantonio Liuzzi  | Toro Rosso-Cosworth | 1      |
| 19   | Scott Speed        | Toro Rosso-Cosworth | 0      |
| 20   | Tiago Monteiro     | MF1 Racing          | 0      |
| 21   | Christijan Albers  | MF1 Racing          | 0      |
| 22   | Takuma Satō        | Super Aguri-Honda   | 0      |
| 23   | Yūji Ide           | Super Aguri-Honda   | 0      |
| 24   | Franck Montagny    | Super Aguri-Honda   | 0      |
| –    | Sakon Yamamoto     | Super Aguri-Honda   | 0      |
| –    | Robert Kubica      | BMW Sauber          | 0      |

### Konstrukteurswertung
| Pos. | Konstrukteur     | Punkte |
| ---- | ---------------- | ------ |
| 01   | Renault          | 149    |
| 02   | Ferrari          | 142    |
| 03   | McLaren-Mercedes | 85     |
| 04   | Honda            | 52     |
| 05   | Toyota           | 26     |
| 06   | BMW Sauber       | 26     |

| Pos. | Konstrukteur        | Punkte |
| ---- | ------------------- | ------ |
| 07   | Red Bull-Ferrari    | 16     |
| 08   | Williams-Cosworth   | 10     |
| 09   | Toro Rosso-Cosworth | 1      |
| 10   | MF1 Racing          | 0      |
| 11   | Super Aguri-Honda   | 0      |